# 5815 Shinsengumi
5815 Shinsengumi (1989 AH) là một tiểu hành tinh vành đai chính được phát hiện ngày 3 tháng 1 năm 1989 bởi T. Seki ở Geisei.